# Heterochelus pseudopygidilais
Heterochelus pseudopygidilais är en skalbaggsart som beskrevs av Kulzer 1960. Heterochelus pseudopygidilais ingår i släktet Heterochelus och familjen Melolonthidae. Inga underarter finns listade i Catalogue of Life.